# Abou Douhour
Abou Douhour (en arabe : أبو الظهور, Abou al-Ẓuhur) – également écrit Abou al-Douhour, Abu al-Thuhur ou Abu al-Zuhur – est une ville du nord-ouest de Syrie à la limite du désert de Syrie. Située à environ 45 kilomètres au sud d'Alep, la ville fait administrativement partie du gouvernorat d'Idlib et du district de Maarrat al-Nu'man.
Selon le recensement de 2004, la population était de 10 694 habitants. Abu al-Duhur est le siège d'un  Nahié ; sa population ajoutée aux 26 locations environnantes atteint les 38 869 en 2004.
Une base aérienne militaire se trouve à proximité de la ville. Lors de la guerre civile syrienne a lieu la bataille d'Abou Douhour et la ville est sous le contrôle de l'Armée syrienne libre à partir de 2012. Lors de l'offensive de la poche d'Idlib, la ville et l'aéroport sont pris par les forces loyalistes en janvier 2018.